# Paralabrax callaensis
Paralabrax callaensis är en fiskart som beskrevs av Starks, 1906. Paralabrax callaensis ingår i släktet Paralabrax och familjen havsabborrfiskar. IUCN kategoriserar arten globalt som otillräckligt studerad. Inga underarter finns listade i Catalogue of Life.